# Пенне (макарони)

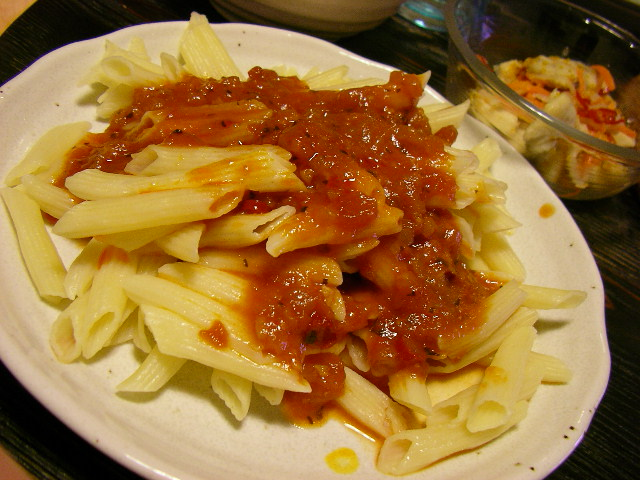
Пенне з томатним соусом

Пе́нне (італ. penne, дос. «пера», «пір'їни») — вид коротких макаронних виробів; трубочки діаметром до 10 мм і довжиною до 40 мм з діагонально зрізаними краями.

## Етимологія
Назва цього виду пасти походить від італ. penna — «перо».

## Види пенне
- Пенне рігате (італ. Penne  rigate) — рифлені пенне.

## Застосування
Пенне, як правило, готуються до стану «аль денте», а потім подаються із соусами. Пенне також часто додають в салати і запіканки.
«Аль денте» (al dente) — значить ступінь приготування пасти, в перекладі з італійської мови (італ. al dente) значить «на зуб». У стані al dente макаронні вироби ще достатньо тверді і не встигли розваритися. Для того, щоб досягти al dente, потрібно не тільки дотримуватися певного часу приготування, але і постійно пробувати пасту.
Не всі макароні вироби можна приготувати таким чином. Справа в тому, що справжню пасту виготовляють в Італії тільки із твердих сортів пшениці, в котрих міститься більше білка і клейковини, а значить і борошно виходить густішим. Якщо паста приготована не з такого борошна, то в процесі варки, продукт розбухає і стає занадто м'яким і липким. Так що для аль денте підходить паста тільки із твердих сортів пшениці.
Крім пасти, al dente може значить ще й степінь готовності рису в ризото, і навіть овочів.